# Riojasaurus
Riojasaurus incertus
Famille
Genre
Espèce
Riojasaurus (qui signifie « lézard de la Rioja ») est un genre éteint de dinosaures sauropodomorphes de la famille des Riojasauridae. Il a vécu au Trias supérieur dans l'actuelle Argentine. C'est le seul Riojasauridae connu en Amérique du Sud.
Une seule espèce est rattachée au genre : Riojasaurus incertus, décrite par José Bonaparte en 1967.

## Description
Riojasaurus avait un corps lourd, des jambes volumineuses et un long cou et une longue queue. Les os de ses pattes étaient denses et massifs pour un sauropodomorphe précoce.  En 2010, Gregory S. Paul a estimé sa longueur à 6,6 mètres (22 pieds) et son poids à 800 kilogrammes (1 800 lb).  En revanche, ses vertèbres étaient allégées par des cavités creuses et contrairement à la plupart des sauropodomorphes précoces, Riojasaurus avait quatre vertèbres sacrées au lieu de trois.  On a pensé qu'il se déplaçait probablement lentement à quatre pattes et était incapable de se relever sur ses pattes arrière.  La longueur presque égale des membres antérieurs et postérieurs a également été interprété comme suggérant une démarche obligatoirement quadrupède. Cependant, en 2016, Scott Hartman a trouvé que l'anatomie de la main, le dos relativement droit et la ceinture scapulaire largement immobile du Riojasaurus le soutenaient comme un bipède. 
Aucun crâne n'a été trouvé avec le premier squelette de Riojasaurus,  bien qu'un crâne bien conservé attribué à Riojasaurus ait été trouvé plus tard.  Les dents de Riojasaurus étaient en forme de feuille et dentelées. La mâchoire supérieure contenait 5 dents à l'avant, avec 24 autres derrière elles, dans une rangée qui se terminait sous les yeux. 
Les comparaisons entre les anneaux scléraux du Riojasaurus et les oiseaux et reptiles modernes suggèrent qu'il a pu être cathéméral , actif toute la journée à de courts intervalles.